# Liste des ministres français des Petites et moyennes entreprises
Cet article présente la liste des membres du gouvernement français (ministres, secrétaires d’État) chargés des petites et moyennes entreprises et industries (PME/PMI).
Le nom exact de la fonction peut varier à chaque nomination. Les dates indiquées sont les dates de prise ou de cessation des fonctions, qui sont en général la veille de la date de publication du décret de nomination au Journal officiel.

## Liste
| Ministre ou Secrétaire d'État          | Intitulé | Début                          | Fin                            | Gouvernement                   |
| Présidence de Georges Pompidou         | Présidence de Georges Pompidou | Présidence de Georges Pompidou | Présidence de Georges Pompidou | Présidence de Georges Pompidou |
| -------------------------------------- | --- | ------------------------------ | ------------------------------ | ------------------------------ |
| Gabriel Kaspereit                      | Secrétaire d’État à la moyenne et petite industrie et à l'artisanat                                                                                                   | 23 juillet 1969                | 6 juillet 1972                 | Chaban-Delmas                  |
| Aucun                                  | Aucun | 6 juillet 1972                 | 25 mai 1974                    | Messmer 1, 2 et 3              |
| Présidence de Valéry Giscard d'Estaing | |                                |                                |                                |
| Aucun                                  | Aucun | 25 mai 1974                    | 3 avril 1978                   | Chirac 1, Barre 1 et 2         |
| Jean-Pierre Prouteau                   | Secrétaire d’État (petite et moyenne industrie) | 6 avril 1978                   | 22 mai 1981                    | Barre 3                        |
| Présidence de François Mitterrand      | |                                |                                |                                |
| Aucun                                  | Aucun | 22 mai 1981                    | 29 mars 1993                   |                                |
| Alain Madelin                          | Ministre des entreprises et du développement économique, chargé des petites et moyennes entreprises et du commerce et de l'artisanat                                  | 30 mars 1993                   | 18 mai 1995                    | Balladur                       |
| Présidence de Jacques Chirac           | |                                |                                |                                |
| Jean-Pierre Raffarin                   | Ministre des petites et moyennes entreprises, du commerce et de l'artisanat                                                                                           | 18 mai 1995                    | 4 juin 1997                    | Juppé 1 et 2                   |
| Marylise Lebranchu                     | Secrétaire d’État chargée des P.M.E., du Commerce et de l'Artisanat                                                                                                   | 4 juin 1997                    | 27 mars 2000                   | Jospin                         |
| Marylise Lebranchu                     | Secrétaire d’État chargé des P.M.E., du Commerce, de l'Artisanat et de la Consommation                                                                                | 27 mars 2000                   | 18 octobre 2000                | Jospin                         |
| François Patriat                       | Secrétaire d’État chargé des P.M.E., du Commerce, de l'Artisanat et de la Consommation                                                                                | 18 octobre 2000                | 25 février 2002                | Jospin                         |
| Christian Pierret                      | Ministre délégué à l'Industrie, aux Ptes et Moyennes Entreprises, au Commerce, à l'Artisanat et à la Consommation                                                     | 25 février 2002                | 7 mai 2002                     | Jospin                         |
| Renaud Dutreil                         | Secrétaire d’État aux PME, au Commerce, à l'Artisanat et aux Professions libérales                                                                                    | 7 mai 2002                     | 17 juin 2002                   | Raffarin 1                     |
| Renaud Dutreil                         | Secrétaire d’État aux PME, au Commerce, à l'Artisanat, aux Professions libérales et à la Consommation                                                                 | 17 juin 2002                   | 30 mars 2004                   | Raffarin 2                     |
| Christian Jacob                        | Ministre délégué aux petites et moyennes entreprises, à l'artisanat, aux professions libérales et à la consommation                                                   | 31 mars 2004                   | 28 novembre 2004               | Raffarin 3                     |
| Christian Jacob                        | Ministre des petites et moyennes entreprises, du commerce, de l'artisanat, des professions libérales et de la consommation                                            | 29 novembre 2004               | 31 mai 2005                    | Raffarin 3                     |
| Renaud Dutreil                         | Ministre des petites et moyennes entreprises, du commerce, de l'artisanat et des professions libérales                                                                | 2 juin 2005                    | 15 mai 2007                    | Villepin                       |
| Présidence de Nicolas Sarkozy          | |                                |                                |                                |
| Aucun                                  | Aucun | 18 mai 2007                    | 18 juin 2007                   | Fillon 1                       |
| Hervé Novelli                          | Secrétaire d'État chargé des entreprises et du commerce extérieur | 19 juin 2007                   | 18 mars 2008                   | Fillon 2                       |
| Hervé Novelli                          | Secrétaire d'État chargé du commerce, de l'artisanat, des petites et moyennes entreprises, du tourisme et des services                                                | 18 mars 2008                   | 13 novembre 2010               | Fillon 2                       |
| Frédéric Lefebvre                      | Secrétaire d'État chargé du commerce, de l'artisanat, des petites et moyennes entreprises, du tourisme, des services, des professions libérales et de la consommation | 14 novembre 2010               | 10 mai 2012                    | Fillon 3                       |
| Présidence de François Hollande        | |                                |                                |                                |
| Fleur Pellerin                         | Ministre déléguée chargée des petites et moyennes entreprises, de l'innovation et de l'économie numérique                                                             | 16 mai 2012                    | 31 mars 2014                   | Ayrault 1 et 2                 |
| Aucun                                  | Aucun | 31 mars 2014                   | 15 mai 2017                    | Valls 1 et 2, Cazeneuve        |
| Présidence d'Emmanuel Macron           | |                                |                                |                                |
| Aucun                                  | Aucun | 17 mai 2017                    | 6 juillet 2020                 | Philippe 1 et 2                |
| Alain Griset                           | Ministre délégué chargé des petites et moyennes entreprises | 6 juillet 2020                 | 8 décembre 2021                | Castex                         |
| Jean-Baptiste Lemoyne                  | Ministre délégué chargé du Tourisme, des Français de l'étranger, de la Francophonie et des Petites et moyennes entreprises                                            | 8 décembre 2021                | 20 mai 2022                    | Castex                         |
| Aucun                                  | Aucun | 20 mai 2022                    | 4 juillet 2022                 | Borne                          |
| Olivia Grégoire                        | Ministre déléguée chargée des Petites et Moyennes Entreprises, du Commerce, de l'Artisanat et du Tourisme                                                             | 4 juillet 2022                 | 11 janvier 2024                | Borne                          |
| Olivia Grégoire                        | Ministre déléguée chargée des Entreprises, du Tourisme et de la Consommation                                                                                          | 8 février 2024                 | 21 septembre 2023              | Attal                          |
| Aucun                                  | Aucun | 21 septembre 2023              | 23 décembre 2024               | Barnier                        |
| Véronique Louwagie                     | Ministre déléguée chargée du Commerce, de l'Artisanat, des PME et de l'Économie sociale et solidaire                                                                  | 23 décembre 2024               | en cours                       | Bayrou                         |

### Sources
- Les gouvernements et les assemblées parlementaires sous la Ve République : 1958-2009, vol. 2, Secrétariat général de la Présidence et service de la Communication de l'Assemblée nationale, coll. « Connaissance de l'Assemblée », décembre 2008 (lire en ligne)
- « Toutes les personnalités ayant occupé le poste de la Catégorie PME/PMI », Base de données historiques des gouvernements et Présidents des assemblées parlementaires (Régimes politiques français depuis 1789), Assemblée nationale (consulté le 20 septembre 2021)
- « Toutes les personnalités ayant occupé le poste de la Catégorie PME », Base de données historiques des gouvernements et Présidents des assemblées parlementaires (Régimes politiques français depuis 1789), Assemblée nationale (consulté le 20 septembre 2021)
- « Les Gouvernements de la Ve République », Assemblée nationale (consulté le 20 septembre 2021)